# Zrada

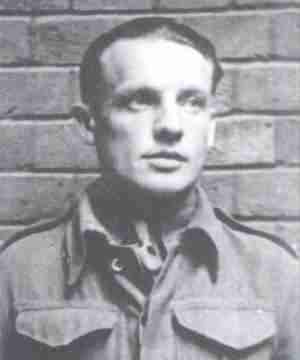
Typickým příkladem zrádce je Karel Čurda, udavač, který prozradil další členy výsadku z Operace Anthropoid

Zrada je záměrné a druhou stranou nečekané porušení závazku, povinnosti, očekávání, slibu a podobně, zvlášť směřuje-li toto jednání proti někomu, komu je člověk povinován loajalitou. Člověk, který se dopustil zrady, je zrádce.
Zrada může být spáchána buďto z hlediska zákona (pak jde o zločin), nebo z hlediska morálky, pak jde v mezích patřičného morálního systému o nemorální jednání. Podstatou zrady je závažné zneužití udělené důvěry a napomáhání nepříteli či přejití k němu za situace, kdy ostatní členové skupiny mají plné právo zrádce považovat za loajálního člena.
Zradu lze obecně definovat na základě dvou principů: jednak na základě použitých prostředků (tj. předstírání přátelství, tajná spolupráce s nepřítelem), jednak jako nemorální (nezákonné) porušení „povinné“ loajality. Zejména druhý případ posuzovaný v morální rovině může být vysoce subjektivní záležitostí.
Některé případy jsou poměrně jasné, v jiných může být ovšem vnímání zrádnosti nějakého jednání značně subjektivní záležitost, zejména v případě, kdy je dotyčný jedinec silně vázán loajalitou ke dvěma nepřátelským subjektům a fakticky ani nemá možnost někoho „nezradit“, nebo v případě, kdy skupina dotyčného změní své jednání takovým způsobem, že je pro něj další setrvání v ní z hlediska svědomí neúnosné.
Obecně lze říci, že společnost na zradu a zrádce většinou pohlíží značně negativně, na druhé straně ovšem dokáže být velmi pružná v kritériích, která používá k tomu, aby určila, zda zrádce je. Zpravidla je velice benevolentní k jednání, které bylo vyvoláno závažnými mravními ohledy, jde-li o takové ohledy, které sdílí, a zrada ji přímo nepoškodila. Roli taktéž hraje popularita „potenciálního zrádce“ i „potenciálního zrazeného“.
Logickým vyústěním výše zmíněného je fakt, že jednoho a téhož člověka mohou různé skupiny hodnotit různě. Například Arminius byl z pohledu germánských kmenů veliký král a hrdina, který přelstil a porazil proradné Římany. Římané ovšem naproti tomu více vnímali fakt, že to byl podlý zrádce, který předstíral přátelství k Varovi, jehož i s vojskem vylákal do léčky a na smrt (byť ovšem praktičtí Římané byli ochotní ihned dodat, že Varus byl neuvěřitelný hlupák, když se nechal takhle napálit).
Pomineme-li možnost, že posuzující zastává názor, že takovéto předstírání přátelství a věrnosti je zradou vždy (což je jedna možnost), pak se otázka zrady bude točit okolo toho, ke komu měl být Arminius poután silnější loajalitou, k Varovi nebo svým soukmenovcům?

## Archetyp zrádce
V průběhu lidských dějin se našlo několik lidí, jejichž jednání, vyhodnocené jako zrada, se stalo natolik známým a odsuzovaným, že se stali v určitých skupinách lidí jakýmsi archetypem zrádce a jejich jméno je používáno jako nadávka či synonymum pro slovo zrádce.
Například v oblasti kulturního rámce západní civilizace je to jednoznačně jméno Jidáš, podle biblického Jidáše Iškariotského, který zradil Ježíše Krista. Za symbol zrady je pak považován obnos 30 stříbrných, který dostal Jidáš za zradu zaplacený.
V českých zemích je takovým synonymem slova zrádce např. příjmení Plojhar, užívané takto v prostředí katolíků a lidovců. Za toto užití vděčí odpadlému knězi Josefu Plojharovi, který se ještě před únorem 1948 cele oddal kolaboraci s komunisty, kterým pilně pomáhal s ovládnutím lidové strany i pronásledováním katolické církve.
Za druhé světové války bylo synonymem slova zrádce také slovo quisling, vzniklé z jména norského důstojníka a fašistického politika Vidkuna Quislinga.
Jako synonymum ke zrádci se též používá označení některých zvířat – obvykle jako zvířecí archetyp zrádce slouží ta, co často skrytě lezou a škodí tam, kde podle člověka nemají co dělat, např. krysa či krtek.